# Hans Vosseler
Hans Vosseler (República Federal Alemana, 1949) es un nadador alemán retirado especializado en pruebas de estilo libre, donde consiguió ser subcampeón olímpico en 1972 en los 4x200 metros estilo libre.

## Carrera deportiva
En los Juegos Olímpicos de Múnich 1972 ganó la medalla de plata en los 4x200 metros estilo libre, con un tiempo de 7:41.69 segundos, tras Estados Unidos (oro) y por delante de la Unión Soviética (bronce), siendo sus compañeros de equipo los nadadores: Klaus Steinbach, Werner Lampe y Hans Fassnacht.